# Alejandro I de Moldavia

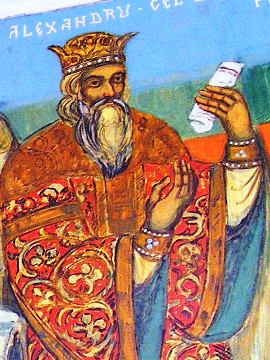
Alejandro I el Bueno de Moldavia, en un fresco en el Monasterio Neamţ

Alejandro I de Moldavia (Alexandru I Muşat, Alexandru Cel Bun) fue príncipe de Moldavia entre 1400 y 1432, hijo de Roman I Muşat. Sucedió a Iuga en el trono, y, como dueño, inició una serie de reformas y consolidó el estatuto del Principado de Moldavia.

## Política interna
Alejandro I expandió el sistema burocrático a través de la creación del "Consejo del Voivoda" y de la Cancellería, añadiendo (en 1403) la institución de "Logofăt" - el canceller oficial. 
Durante su reinado, introdujo nuevas leyes fiscales, añadiendo privilegios comerciales para los comerciantes de Leópolis (1408) y Cracovia (1409), mejorando la situación de las rutas comerciales (especialmente las que unían al puerto Cetatea Albă con Polonia) y las fortalezas que les defendían, y expandió los puertos moldavos Cetatea Albă y Chilia. 
Tuvo también un papel en el fin del conflicto entre la Iglesia ortodoxa de Moldavia y el Patriarca de Constantinopla, y construyó los monasterios Moldoviţa y Neamţ.

## Política exterior
El propósito principal de Alejandro fue defender el país en las guerras frente a los ejércitos superiores. Para lograr esto, forjó un sistema de alianzas con Valaquia y Polonia, especialmente en contra de Hungría (aunque fue apoyado para llegar al trono por Segismundo de Luxemburgo). En 1402, pasó a ser vasallo de Vladislao II de Polonia. El tratado fue renovado en 1404, 1407, 1411 y 1415. 
Alejandro participó en dos batallas contra los Caballeros Teutones, en 1410 en la Batalla de Grunwald y en 1422 en Marienburg. En 1420, defendió a Moldavia frente a la primera incursión otomana, en Cetatea Albă. 
Tomó parte en las luchas por el poder en Valaquia, apoyando a Radu II Chelul en 1418-1419 y a Alexandru I Aldea en 1429, especialmente para prevenir la captura de Chilia. 
En 1431, debido a una petición territorial de Polonia y a la negación del rey polaco a cumplir su parte del tratado de vasallaje durante el ataque otomano de 1420, Alejandro atacó Polonia, y su ataque acabó con la firma de un tratado en Suceava, el 18 de noviembre.

## Vida personal
Alejandro I tuvo cuatro esposas legítimas - Margareta Loszonc, Ana Neacşa, Rymgajla (hija de Butaw de la Rutenia Negra y hermana de Vytautas de la Lituania Grande; divorciado en 1421), y Mariana - y por lo menos tres concubinas. Tuvo veinticuatro hijos (incluyendo a los ilegítimos) - seis de los cuales habían de reinar en Moldavia - y diecisiete hijas. Fue el suegro de Vlad II Dracul, príncipe de Valaquia. 
Murió el 1 de enero de 1432 y está enterrado en el monasterio de Bistriţa.
| Predecesor: Iuga | Príncipe/Voivoda de Moldavia 1400 - 1432 | Sucesor: Iliaş |

- Datos: Q435994
- Multimedia: Alexandru cel Bun / Q435994